# Onthophagus astigma
Onthophagus astigma là một loài bọ cánh cứng trong họ Bọ hung (Scarabaeidae).